# ノトロニクス
ノトロニクス（Nothronychus）は後期白亜紀に現在の北アメリカに生息したテリジノサウルス類（Therizinosauria）の獣脚類恐竜の属の一つである。
タイプ種Nothronychus mckinleyi は2001年にジェームス・カークランドとDouglas G. Wolfeにより記載された。化石はニューメキシコ州とアリゾナ州の境にあるズニ盆地（Zuni Basin）として知られる地域にある、モレノヒル層の白亜紀後期（チューロン期中期）の9100万年前の地層から発見された。第2の標本はユタ州のトロピックシェイル層にあるN. mckinleyiのものより50万年から100万年早いチューロン期前期の地層から発見され、2009年に第2の種Nothronychus graffami として記載された。
属名は古代ギリシャ語で「ナマケモノのような鉤爪」という意味である。
くちばしを持つ植物食性の獣脚類であり、骨盤は鳥に似て（同様の構造の鳥盤類とは類縁関係に無い）いて、足には4本の趾があり4本とも前方を向いていた。

## 特徴

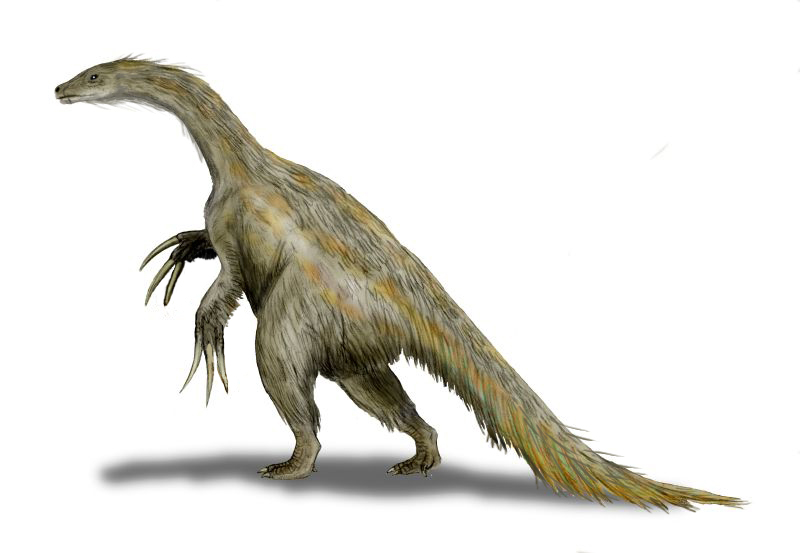
N. mckinleyiの想像図

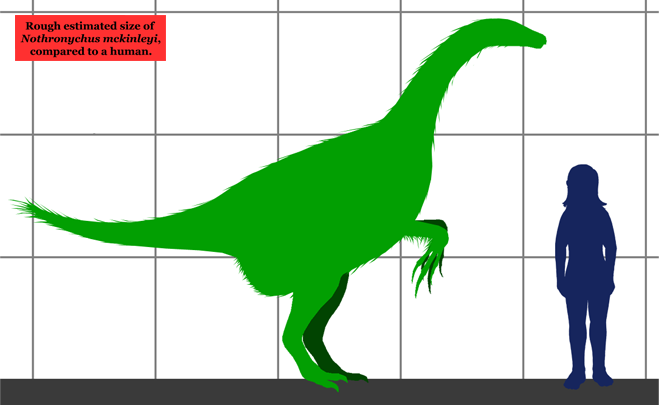
ヒトとの大きさ比較

ノトロニクスはコエルロサウルス類であり、この分類群にはティラノサウルスのような肉食の恐竜が含まれている。しかし、より詳細には下位分類群のマニラプトル類に属しており、この分類群は雑食性に進化していて、ノトロニクスそのものは草食性の科に属している。二足歩行性で、肉食性の祖先よりも直立した姿勢で歩行していた。N. graffami は体重1 t、体長4.5-6 m、体高3-3.6 mで、一方N. mckinleyi はこれより若干小さかった。
2つの別の種で骨格全体の40-50%が回収されていて、根元が丸い葉っぱ状の歯、長い首、各々の指に30cmに及ぶカーブした鉤爪のあり器用そうな手を持った長い腕、大きく太鼓腹状の腹部、頑丈な後肢、相対的に短い尾が記載されている。N. mckinleyi はN. graffami より華奢で、尾椎の詳細が異なり、下腕（尺骨）がより曲がっている点で区別される

## 発見と種
後にノトロニクスとされる化石証拠はニューメキシコ州のズニ盆地にあるヘイバック・ビュート・サイトでの古生物調査隊によって発見された。発見されたテリジノサウルス類の腸骨の一つは当初、鱗状骨と間違えられ、新たに発見された角竜類ズニケラトプスの頭部の隆起の一部とされた。しかし、詳細な調査の結果正しく同定され、すぐに他の部分の骨格も発見された。ジム・カークランドとDoug Wolfeの率いるニューメキシコの古生物調査隊は発見した化石を新属新種Nothronychus mckinleyi のタイプ標本として、2001年8月22日にJournal of Vertebrate Paleontology誌で発表した。しかし、この名はアリゾナ・リパブリック紙で2001年6月19日にラルフ・モルナーのコラムのなかで最初に報告されている。属名はギリシャ語で「重い」もしくは「slothful」（一般的意味は「怠惰な」、ここではsloth=ナマケモノに似たものの意味で使用）という意味のνωθρός（nothros）と「鉤爪」を意味するὄνυξ（onyx）から派生したものである。種小名は発見地の農場主Bobby McKinleyに献名されたものである。ホロタイプ標本 MSM P2106 は二つの頭骨の断片、脳函、いくつかの椎骨、肩帯の一部、前肢、骨盤、前肢で構成される。
第2のそしてより完全な標本であるUMNH VP 16420は2000年にユタ州のビッグウォーターに在住するMerle Graffamによってユタ州南部にあるトロピックシェイル層（チューロン期前期）の地層から発見された。ビッグウォーター周辺の地域は北アリゾナ博物館(MNA)による調査が何度か行われており、海棲爬虫類、とくに首長竜の化石が多数発見されている。白亜紀後期には一帯には西部内陸海路と呼ばれる浅い海が広がっており、広範に渡り海生の堆積物が保存されている。Graffamの最初発見（大きな孤立した趾の骨）は首長竜ではなく明らかに陸棲の恐竜のものであったため、に多くの研究者が驚愕した。しかし、骨の発見された場所は白亜紀の海岸線から100 kmほどの場所であった。MNAの職員によるこの地域での探査でより多くの骨格が明らかになると、この化石がテリジノサウルス類のものであると判明し、アメリカで発見された最初のテリジノサウルス類となった。それまでテリジノサウルス類の化石は全て中国とモンゴルで発見されていた。これは最も完全なテリジノサウルス科の標本であるものの、頭骨は失われている。

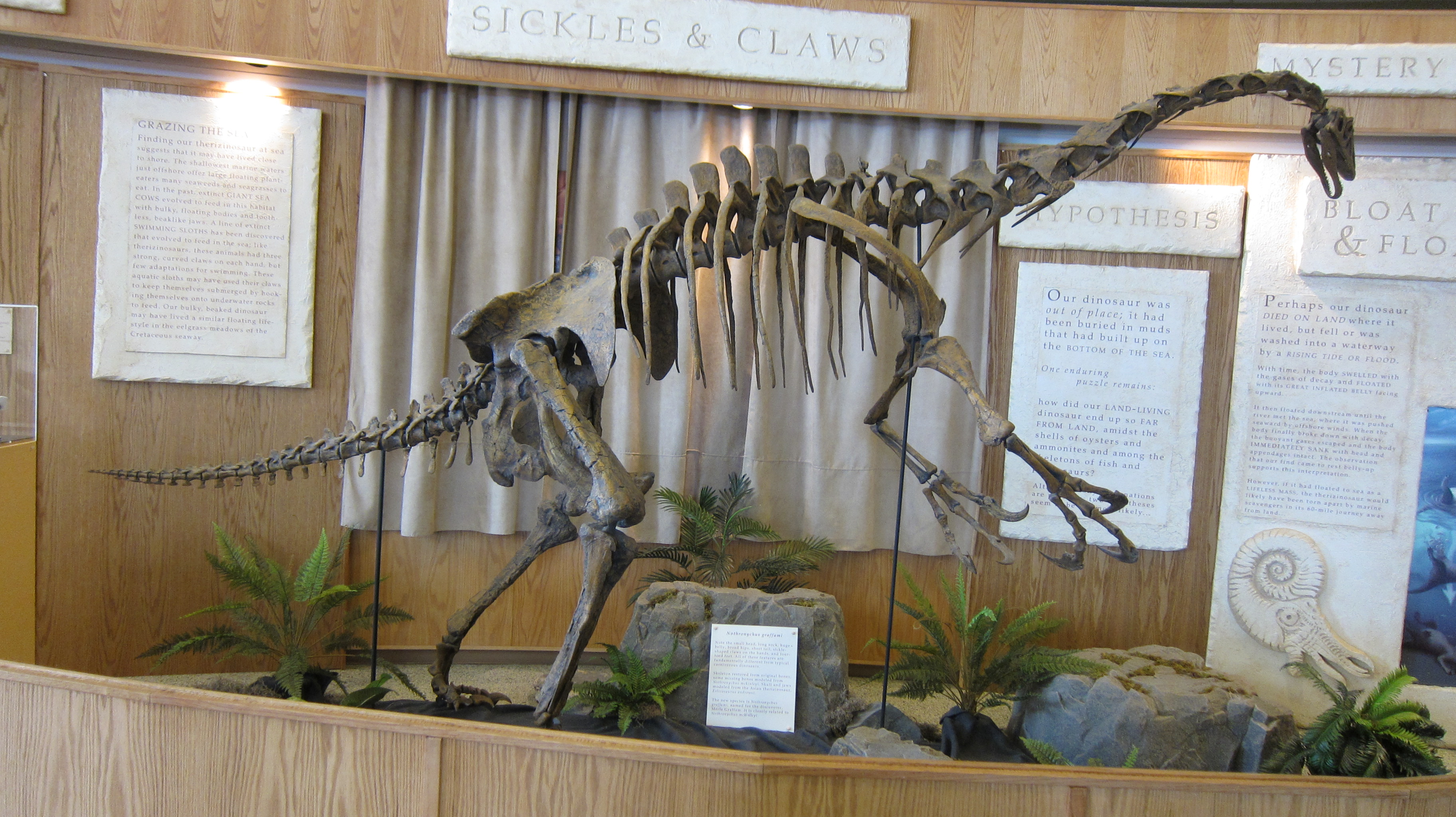
N. graffami の復元骨格

ユタの標本はMNAで研究され、体格（より重厚）、や年代（50万年早い）が異なるもののN. mckinleyiに近縁であることが分かった。MNAの標本はアメリカ地質学会ロッキー山脈部会の54次集会で最初に報告された。後にArizona Geology でN. mckinleyi と別種であることが議論されたものの、命名はされなかった。2009年7月15日にLindsay ZannoらによりProceedings of the Royal Society B誌において新種として分類、命名がなされた。N. graffami の種小名は最初の標本の発見者であるGraffamに献名されたものである。 N. graffami の復元骨格は2007年からMNAに展示されている。

## 系統
Nothronychus mckinleyi は2001年にテリジノサウルス科（Therizinosauridae）に分類された。2010年に行われた分岐学的な解析の結果N. graffami と姉妹群であることが示された。

## 参照
1. 1 2 3 4 5  Kirkland, J.I., and Wolfe, D.G. (2001). "First definitive therizinosaurid (Dinosauria; Theropoda) from North America." Journal of Vertebrate Paleontology, 21(3): 410-414.
2. 1 2 3 4  Zanno, L.E., Gillette, D.D., Albright, L.B., and Titus, A.L. (2009). "A new North American therizinosaurid and the role of herbivory in 'predatory' dinosaur evolution." Proceedings of the Royal Society B, Published online before print July 15, 2009, doi:10.1098/rspb.2009.1029.
3. 1 2 3 4 5  Gillette, D.D. (2007). "Therizinosaur: Mystery of the Sickle-Clawed Dinosaur." Arizona Geology, 37(2): 1-6. pdf available
4. ↑  Albright, L.B. III, Gillette, D.D. and Titus, A.L. (2002). "New records of vertebrates from the Late Cretaceous Tropic Shale of Southern Utah." Paleontological Research in Grand-Staircase Escalante National Monument and Surrounding Area I, abstract.
5. ↑  Gillette, D.D., Albright, L.B. III, Titus, A.L., and Graffam, M.H. (2002). "Discovery and excavation of a therizinosaurid dinosaur from the Upper Cretaceous Tropic Shale (Early Turnoian), Kane County, Utah." Paleontological Research in Grand-Staircase Escalante National Monument and Surrounding Area I, abstract.
6. ↑  Lindsay E. Zanno (2010). “A taxonomic and phylogenetic re-evaluation of Therizinosauria (Dinosauria: Maniraptora)”. Journal of Systematic Palaeontology 8 (4):  503–543. doi:10.1080/14772019.2010.488045.